# Palau Duodo a Sant'Angelo
El Palau Duodo a Sant'Angelo és un palau de Venècia, situat al districte de San Marco (3584) i amb vistes al Campo Sant'Angelo.

## Història

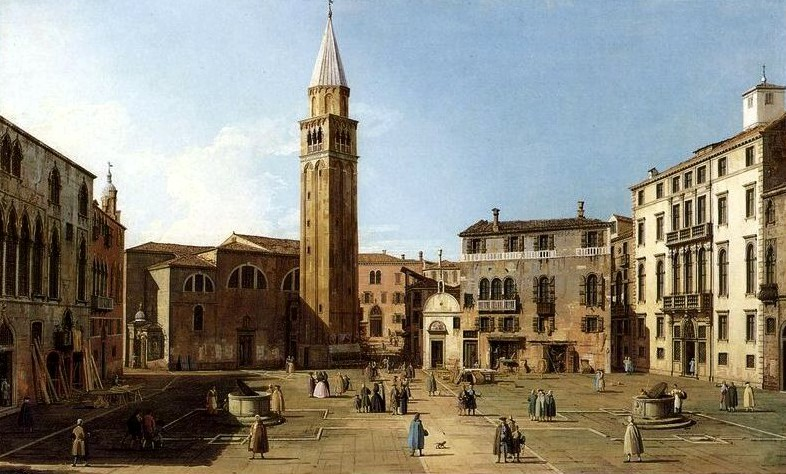
El Palau Duodo al segle XIX, a l'esquerra; al centre, l'església de Sant'Angelo i, a la dreta, el Palau Trevisan Pisani

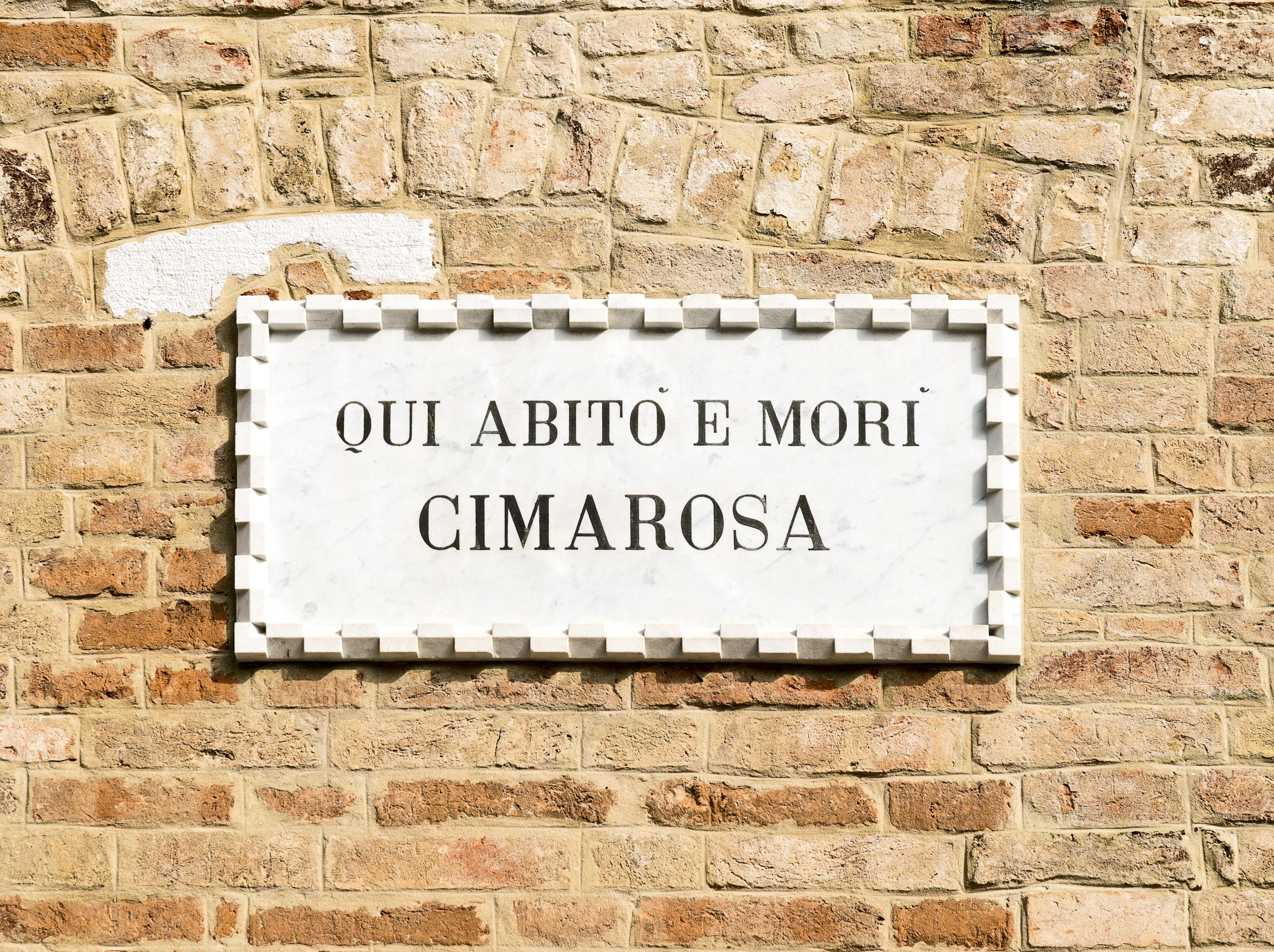
Placa commemorativa en el palau com el lloc de la mort del músic Domenico Cimarosa

Datat del segle XV, presumiblement va ser pertinença del Duodo o, potser, va passar a ells després d'haver estat propietat dels Zen  Va romandre a la família que li dóna nom fins al segle XIX, quan va ser venuda a diversos propietaris.
El 1801, quan s'utilitzava com a hotel, el palau Duodo va ser el lloc de la mort de Domenico Cimarosa, el gran músic napolità.
Al segle XX es va convertir en la seu local del Ministeri de Treball, que va ser venuda el 1986 a Eni; reformada internament el 2006 per a ús d'oficines, es va posar a la venda el 2014.

## Descripció
Edifici de tres plantes amb entresòl, el palau Duodo, d'arquitectura gòtica, presenta una façana amb materials clàssics: maó i pedra d'Ístria.
Compta amb un portal gòtic a la planta baixa; a la planta principal hi ha una elegant finestra de sis llums emmarcada en marbre, així com les quatre finestres monofàliques dels seus costats.
El segon pis, amb obertures més petites, val la pena esmentar la seva finestra central trifàlica.
A l'interior, el palau té un pati amb un antic pou al centre.

Detalls de la façana fotografiats per Paolo Monti (1969)
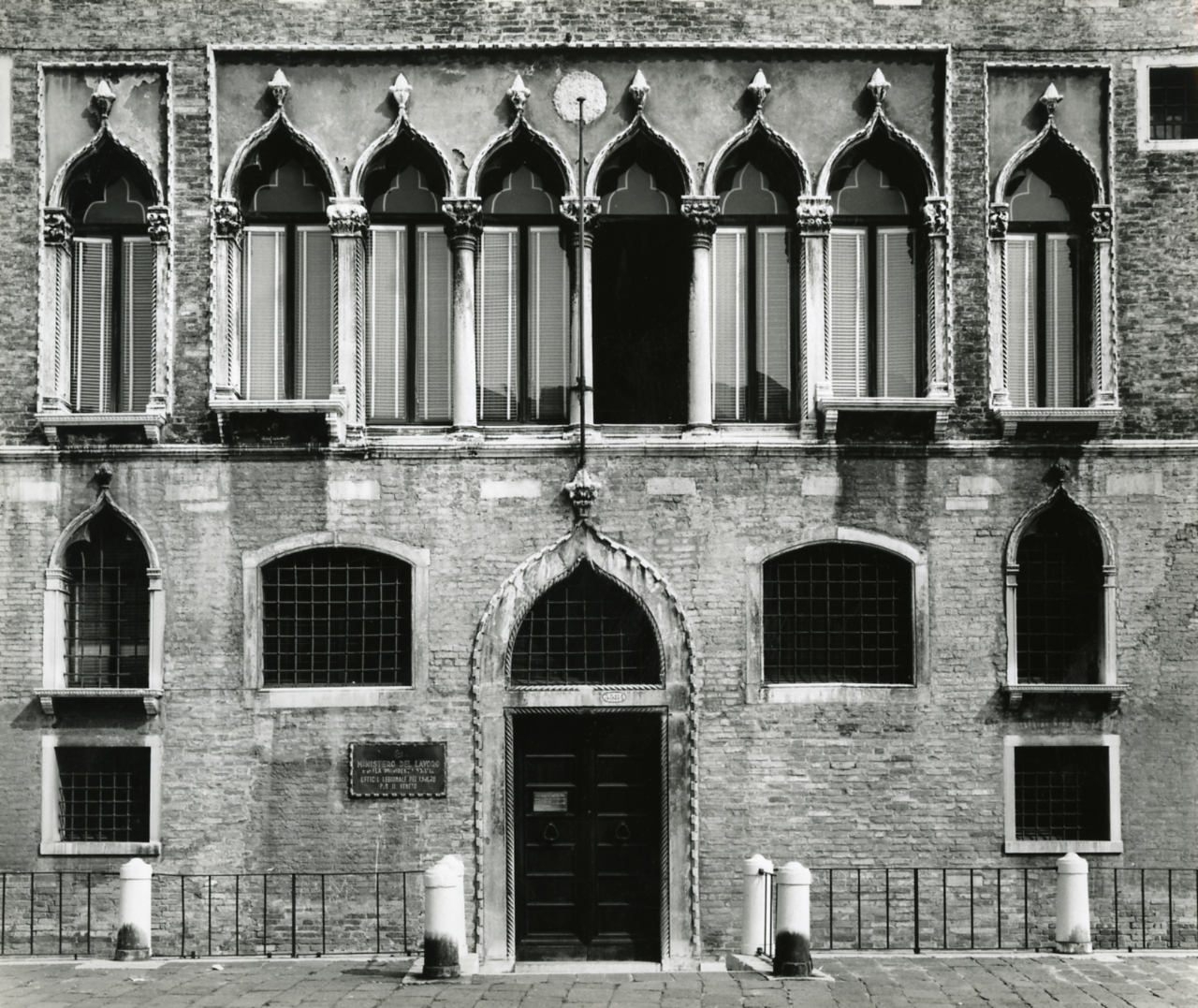
Façana inferior
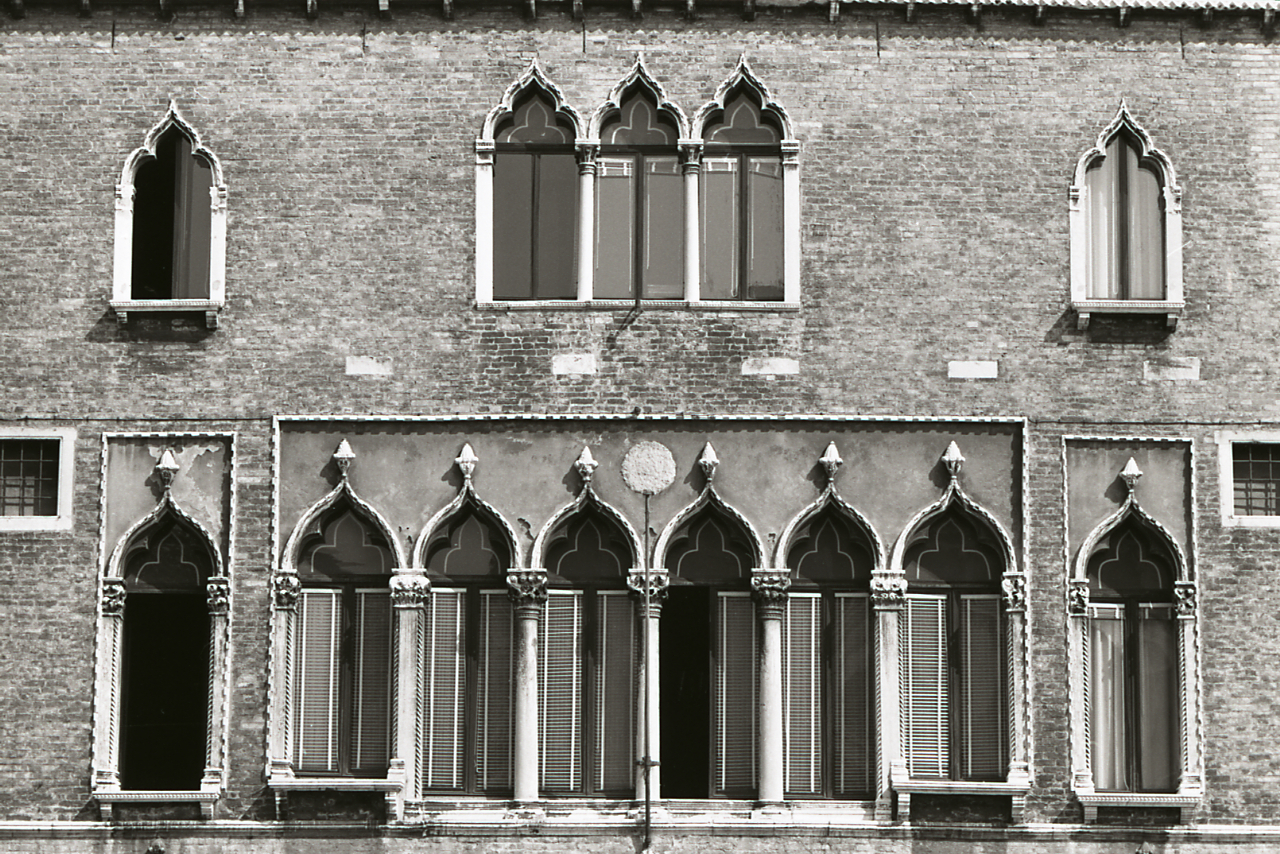
Façana superior